# Lisa Gavric
Lisa Gavric (* 31. Juli 1907 in Wien als Elisabeth Bechmann; † 22. Juni 1974 in Dubna) war eine österreichische Spanienkämpferin und Widerstandskämpferin in der Résistance.

## Leben
Gavric war das vierte Kind einer wohlhabenden, bürgerlichen Familie und erlernte den Beruf Modistin. 1927 flüchtete sie aus ihrem kleinbürgerlichen Elternhaus nach Paris. Dort lernte sie den jugoslawischen Kommunisten Milan Gavric kennen. 1929 heirateten sie und Tochter Inga Tarassowa wurde geboren. Mit ihrem Ehemann zog sie 1930 nach Tuzla in Jugoslawien. Milan war Sekretär der kommunistischen Organisation und Lisa beteiligte sich an der Erstellung von Flugblättern sowie an der Publizierung der Zeitung Fabrik und Feld. Sie fuhr des Öfteren als Kurier nach Wien, um die Verbindung zwischen der kommunistischen Organisationen in Bosnien und Wien aufrechtzuerhalten.  Sie wurde dort im Jänner 1933 verhaftet. Ihr Ehemann konnte fliehen und kämpfte bis 1945 als Partisan. Gavric wurde freigesprochen, musste jedoch das Land verlassen. Sie kehrte mit ihrer Tochter Anfang 1934 nach Wien zurück und setzte hier die Arbeit im kommunistischen Widerstand fort.
1936 ging sie als Sanitäterin zu den Interbrigaden nach Spanien und war im Hospital Casa Roja in Murcia tätig. Sie war dort auch in der Universitätsklinik tätig.  Ihre Tochter wurde 1937 durch Vermittlung der Roten Hilfe in die Sowjetunion in das Internationale Kinderheim von Iwanow gebracht. Nach der Niederlage der spanischen Republik gegen die falangistischen Putschisten und ihre faschistischen Helfer floh sie nach Frankreich und wurde dort im Camp de Gurs interniert. Nach ihrer Flucht aus dem Internierungslager schloss sie sich der Résistance und der Travail Allemand an.
Unter dem Decknamen Maria war sie zusammen mit Mado eine der Kontaktpersonen für die antifaschistische Widerstandsgruppe der Bewegung Freies Deutschland um Kurt Hälker im Marinestab West in Paris zur Forces françaises libres.
Um die österreichische Widerstandsbewegung zu unterstützen, ging sie als französische Zivilarbeiterin Marie-Louise Béranger nach Wien.
Am 11. Juli 1944 wurde sie in Österreich von der Gestapo verhaftet und ins KZ Ravensbrück deportiert. Da ihr und den Mitinhaftierten Antonie Lehr, Edith Rosenblüth und Gerty Schindel die Vollstreckung eines Hinrichtungsbefehls drohte, wurde Gavric mit Hilfe der Funktionshäftlinge Maria Berner und Anna Hand mehrfach vor der SS-Wachmannschaft versteckt. Mit einer gefälschten Identität als Französin „Louise Desmeth“ wurde sie in einen Rotkreuz-Transport geschmuggelt, mit dem sie im Rahmen der Rettungsaktion der Weißen Busse im Zuge eines Gefangenenaustausches am 22. April 1945 nach Schweden gebracht wurde.
Nach dem Kriegkehrte Gavric nach Wien zurück und arbeitete für die KPÖ unter anderem in der Abteilung für Frauenarbeit und als Generalsekretärin der Gesellschaft für Österreichisch-Jugoslawische Freundschaft. 1948 zog sie nach Belgrad, wo auch ihr Mann Milan als Journalist arbeitete, und arbeitete dort unter anderem als Chefredakteurin der Zeitschrift Schaffende und als Kommentatorin der deutschen Redaktion bei Radio Jugoslawien.  Ausserdem betreute sie deutsche Fachleute im Zentralrat der Gewerkschaften als Instrukteurin und arbeitete im Belgrader Institut für Probleme der internationalen Wirtschaft und Politik.1964/1965 schrieb Gavric ihre Lebenserinnerungen für ihre in der Sowjetunion lebende Tochter nieder. Sie wurden posthum unter dem Titel Die Straße der Wirklichkeit. Bericht eines Lebens publiziert.
Während eines Besuchs bei ihrer Tochter in Dubna erlag sie einem schweren Herzinfarkt.

## Schriften
- Straße der Wirklichkeit. Verlag Neues Leben 1984 DNB 890422621
- Bericht über das Internierungslagers Gurs, in: Frauen aus Deutschland in der französischen Résistance.[8]
- Das Fragezeichen Mensch. Erinnerungen an Ravensbrück (PDF-Datei; 95 kB)
- Wer hier eintritt, lasse alle Hoffnung. Erinnerung an Ravensbrück als PDF in: Utopie kreativ 2005 (48 kB)
- Apriltage 1945

## Nachweise und Anmerkungen
1. ↑  Elisabeth (Lisa) Gavrič. In: Internationales Ravensbrück Komitee. Abgerufen am 13. August 2025.
2. ↑  The Volunteer, März 2005 (PDF-Datei; 112 kB)
3. ↑  Fotografien (Memento des Originals vom 27. Juli 2009 im Internet Archive)  Info: Der Archivlink wurde automatisch eingesetzt und noch nicht geprüft. Bitte prüfe Original- und Archivlink gemäß Anleitung und entferne dann diesen Hinweis.
4. 1 2 3  Gavrić Lisa – biografiA. Abgerufen am 13. August 2025.
5. ↑  DÖW - Erinnern - Biographien - Spanienarchiv online - Spanienfreiwillige: G - Gavrič, Elisabeth. Abgerufen am 13. August 2025.
6. 1 2  Lisa Gavric im Wien Geschichte Wiki der Stadt Wien
7. ↑  Ravensbrück - Mitteilungsblatt der Österreichischen Lagergemeinschaft: Nachruf Seite 8, Ausgabe November 1974 (Seite nicht mehr abrufbar, festgestellt im April 2019. Suche in Webarchiven)  Info: Der Link wurde automatisch als defekt markiert. Bitte prüfe den Link gemäß Anleitung und entferne dann diesen Hinweis. (PDF-Datei; 1,94 MB)
8. ↑  Universität Kassel - AG Friedensforschung: Frauen aus Deutschland in der französischen Résistance

| Personendaten    | Personendaten                        |
| ---------------- | ------------------------------------ |
| NAME             | Gavric, Lisa                         |
| ALTERNATIVNAMEN  | Bechmann, Elisabeth (Geburtsname)    |
| KURZBESCHREIBUNG | österreichische Widerstandskämpferin |
| GEBURTSDATUM     | 31. Juli 1907                        |
| GEBURTSORT       | Wien                                 |
| STERBEDATUM      | 22. Juni 1974                        |
| STERBEORT        | Dubna                                |